# 빠키
빠키는 서울을 기반으로 하는 대한민국의 영상, 인터랙티브 미디어, 공간, 입체 설치 및 사운드를 탐구하며 폭넓은 시각 예술 분야에서 활동하는 아티스트이다.
헤이그 왕립음악원 & 헤이그 왕립예술대학교 대학원 ArtScience 석사학위와 홍익대학교 영상대학원 인터랙션디자인 석사를 받았다.
현재 국민대학교 테크노 디자인 대학원 겸임 교수이다.
중, 고등학교 미술 교과서에 실려있다.

## 주요 작품 활동
애플 글로벌에서 세계 유일하게 아티스트의 작품을 컬렉팅하여 매장에 설치한 애플 명동 매장에 빠키의 작품이 설치되어 있다.
홍콩 아트바젤 오프닝 2023에서 음악 퍼포먼스 초청 , 
두바이 아트페어 2024 음악 퍼포먼스 초청.
부산국제영화제 2022에서 음악 퍼포먼스 초청.
강릉 씨마크 호텔과 ‘빠키&시시소소 플레이키트’ 패키지를 진행.
서울관광재단과 관악문화재단이 주체해 만든 복합 문화 공간의 디자인
강동구, 양재대로 거리 아트 갤러리 참여 작가
국립아시아문화전당(ACC)이 주체한 ‘아쿠아 천국’전 참여
업비트에서 판매한 NFT 270개 하루만에 완판
대림 미술관 구슬모아 당구장에서 열린 개인전 <불완전한 장치>에  BTS RM이 방문하여 Vogue Korea와 영상 촬영

## 그 외 활동

### BRAND & MUSICIAN COLLABORATION
2023 Yes24, 24주년 특별 전시 참여
2021 불가리 
2020 쉐이크쉑 버거 콜라보레이션
2019 한화 디자인 불꽃 축제 페스티벌 국내 대표 작가
2017 현대자동차 벨로스터 런칭 협업
2016 애경 색조브랜드 루나 “Luna’ 콜라보 / 르꼬끄 스포르티브 콜라보 / 하퍼스 바자(Harper’s Bazaar) 매거진 커버
2015 CJ, Lotte, Lotte Duty Free, Converse Sports, Hyundai Motors, Daelim Museum Sooting Studio  ‘ Henrik Vibskov ’ Exhibition
2014 Directing for Musician ‘Love X Stereo’ m/v, Musician ‘Lee Seung Hwan’, Nescafe Dolche Gusto, Nike Sports
2013 Kia Motors, Nike Flynit, Kia Motors, Cosmetic Brand ‘Belif’
         Rouge Coco Chanel Musician ‘Peterpan Complex’ Nylon Magazine

### NFT
빠키의 작품은 NFT로도 접할 수 있다 빠키 OpenSea
업비트, ‘VAKKI’ 작가 NFT보유자들 대상으로 에어드랍
ART TOKEN in 2022 코리아 아트페어 참여
인천 국제 공항 대규모 미디어 아트 전시 작품 NFT로 판매

## 인터뷰
SIDE x 빠키 - 사이드 프로젝트 Side Project
KTX Magazine < 우주, 나, 빠키 >
월간 디자인,  광주 디자인 비엔날레 특집 보관됨 2022-09-23 - 웨이백 머신
VOGUE x 비쥬얼 아티스트 빠키
불가리 x LG OLED 전시

## 작품 소장
국립현대미술관 미술은행, 애플 글로벌 Apple Global , 국립 박물관 단지, 국립 어린이 박물관, 하나은행 삼성동 사옥, 울산 시립미술관, 파라다이스 호텔 재단, 대림 건설, 대림 산업 본사, 한글과 컴퓨터, e편한세상헤이리
영등포시, 네스카페 돌체 & 구스토, 양양 더 스탠드 ( The Stand ) , 오라카이 호텔, 광명 테이크(Take) 호텔

## 전시
전시 출처
2025
국립아시아문화전당 10주년 전시 <애호가 편지>, 광주, 한국

2024
베니스 비엔날레 연계전시 초청 2024 , 베니스, 이탈리아 
두바이 아트페어 초청, Solo Show 개최 , 두바이 
키아프 아트페어 2024 그랜드 볼룸 섹션 , 서울
개인전
< 형박색음 形拍色音 > 더 트리니티 갤러리 in 하얏트 , 서울, 한국
< 형박색음 形拍色音 - 카메라타 20주년 기념 전시 > 카메라타, 파주, 한국
 < 기하학의 리듬 > 서초 문화재단, 서울,  한국
< 빠키 기획전 > 갤러리 H, 장흥, 한국 
그룹전
< 10 X 10 Masters of Asian Exhibition > Dafen Art Museum, 센젠, 중국
< Dreamscapes > J7 Art, 상하이, 중국
< 화(火) 화(花) 1250 > 고흥분청문화박물관, 고흥, 한국 
< 중첩된 리듬 > 인천국제공항 비비드 스페이스, 인천, 한국
< Wonder Fruit > 파타야, 태국
14회 여수 국제 미술제 < 소울푸드엔 블랙칵테일 전 > 여수, 한국

2023
국립어린이 박물관 개관전 , 국립 박물관 단지 작품 소장 , 세종시 
IBK 예술로 프로젝트 메인 아티스트 , 안산
개인전  , 더 스탠드 
< 사각이 존재하는 삼각 > 서울 문화재단
교환전 , 갤러리 폴라포
< Movement of regularity and irregularity> 위트레흐트, 네덜란드
< 생각 지상주의자들의 요람 > ,  S Factory , 서울
울산 현대 미술제 2023 , < 원형이 존재하는 삼각 >
KOTE 

2022
개인전
POP KUDAMM Berlin, < Rhythm of Rules and Irregularities > Opening 작가 초청
Kikker 50주년 기념 전시 작가 초청,  Kikker 50th  Hoge Woerdplein Museum , Utrecht, Netherlands
그룹전
<AQUA PARADISO : 아쿠아 천국> 국립아시아 문화 전당 기획전시, ACC Focus 2022
<Port to New Era>  인천 국제 공항 미디어 아트 전시
< TWEETAKT > 네덜란드 위트레흐트 Tweetakt 전시 초청, 메인 작가
< VISION  + THE VISIONARY > 시선, 비전의 예술가, 국민대학교 명원 박물관 개관 초대전
< NFT 101 > 강동 아트센터
2021
개인전
< 사각의 교류 > 정부서울청사갤러리 기획 초대전
< Riverrun > 아르코 예술 극장 공연
그룹전
< 조선의 승려 장인 > 국립 중앙 박물관 초대 작가
< BVLGARI COLORS > 예술의 전당 한가람 미술관
2021 광주 디자인 비엔날레 참여 작가
< 만들고, 칠하다 > 의정부 미술 도서관
에디션 알리앙스, 부산 그랜드 조선 호텔
2020
개인전
< 순환, 궤도, 생성 > 유아트스페이스, 서울, 한국
< Mind-Body Problem > Sound Performance. 국립현대미술관
그룹전 
2020 강원 트리엔날레 메인 작가
< 입주 보고서 2020 > 국립현대미술관 창동 레지던시
< 수근수근 빛의 속삭임 > 광명 시민회관

2019
< Unexpected Smells>  헤이그, 네덜란드
< Nine to Five >  PHK18 로테르담, 네덜란드
< In The Flat World > Sky Garden of Hyundai Department Store
< 중첩된 변이 > Nested Mutations 개인전, 쏘리노
< 중첩된 원형 > 반복과 교차 작품전, 광주 문화 회관, 광주, 한국
2018 
< Movement > 아틀리에 한, 속초, 한국
< 규칙과 불규칙의 경계 > 국립현대 미술관, 과천, 한국
그룹전
< Sensing Shipyard > Sonic Act Festival, 암스테르담, 네덜란드
< NOITITEPER > De Fabriek, 아인트 호벤, 네덜란드
< 소리 X 글자 : 한글 디자인 >  국립 한글 박물관, 서울, 한국
< 리버런 : 불완전한 몸의 경계 >  the place, 런던, 영국
< Variation > ArtLoft, 브뤼셀, 벨기에
< Hyper Narrative > Meta Gallery, 몬테카를로, 모나코
< 포항 스틸 아트 페스티발 > 포항, 한국
< 미디어 아트전 : 빛으로 그리고 영상으로 춤추다 > 성남 아트센터, 성남, 한국
2017  
개인전
< InOutOutOutIn > AlmostNotDone, 암스테르담, 네덜란드
그룹전
< 소리 X 글자 : 한글디자인 > 세종 620주년 특별전, 국립 중앙 한글 박물관, LA 문화원, 미국
< 훈민정음, 난중일기전 : 다시 바라보다 > DDP 간송미술관, 서울, 한국
< 타이포 잔치 2017 ‘몸’ > 문화역 서울 284, 서울, 한국
< 리버런 : 불완전한 몸의 경계 > 아르코 예술 극장, 서울, 한국
< MIIN: 미인 > 문화 비축기지, 서울, 한국
< Brilliant City > 세종 문화 회관 현대 모터 갤러리, 서울, 한국
< 움직이는 미술 > GS 예울 마루 , 여수, 한국
< Media Art in Ulsan > 울산 문화예술회관, 울산, 한국
< Moving Korea > 필리핀 한국 문화원, 필리핀
2016  
개인전
의식 장치의 숲을 거닐다 – 레지던시 프로그램 , 국립 아시아 문화 전당, 광주, 한국
그룹전
< 다중 시간 : 백남준 추모 10주기 특별 전시 > 백남준 아트 센터, 한국
< 게임으로 읽는 미술 > 아이파크 뮤지엄, 수원, 한국
< 잡친다 : Graphic Magazine > 국립 한글 박물관 , 서울, 한국
< Mode & Moments > 한국 의상의 100년사 아트센터, 문화역 서울 284, 서울, 한국
2015  
개인전
< 불완전한 장치 : Play Play > – 대림미술관 프로젝트, 스페이스 구슬모아 당구장, 서울, 한국
A Caterpillar Passing an Apple, Chelsea Market, 뉴욕, 미국   
이상의 집
그룹전
< 플라스틱 신화 > 국립 아시아 문화 전당 개관전 , 광주, 한국
< 리버런 : 달리는 강의 현기증 > 국제 퍼포먼스 아트 페스티발, 아르코 예술 극장 , 서울, 한국
< 빛, 양평 군립 미술관 4주년 기념 전시 > 양평, 한국
< 코쿤 >  스페이스 K, 과천, 한국
< 만화경 풍경 > 단원 아트 스페이스, 안산, 한국
< 닫힌 공간 너머 > 국제 태화강 아트 페스티벌, 울산, 한국
< 옷 > 아마도 예술 공간, 서울, 한국   시민의 놀이터, 국회의사당, 서울, 한국
< 빛이 되다 >  삼탄 아트 마인, 강원, 한국
< 부산 국제 환경 미술제 >  부산, 한국
2014  
< 알뜰 응접실 > 아트센터 나비, 서울, 한국
< 플러스 플러스 >
< Ready, Made >  W Hotel Media, 서울, 한국
          < Psytrance Traveller >  Blank 425 갤러리, 서울, 한국

### 그룹전
2020

2019  
< Unexpected Smells>  헤이그, 네덜란드
< Nine to Five >  PHK18 로테르담, 네덜란드
< In The Flat World > Sky Garden of Hyundai Department Store
< 중첩된 변이 > Nested Mutations 개인전, 쏘리노
< 중첩된 원형 > 반복과 교차 작품전, 광주 문화 회관, 광주, 한국
2018  

2017  

2016  
2015  

2014  
< 12 간지 > 북서울 시립 미술관 1주년 기념 전시, 북서울 시립 미술관, 서울, 한국
< 너는 돌아왔고 나는 돌기 시작했다 > 가나 아트센터 장흥 아트 파크, 서울, 한국
< 가방의 무대 >  갤러리 0914, 서울, 한국
Air Everywhere, NWS Power Power Unit, l DDP Opening Permanent Exhibition, 서울, 한국